# Fritz Gäbler
Fritz Gäbler (* 12. Januar 1897 in Meißen; † 26. März 1974 in Berlin) war ein deutscher Politiker (seit 1914 Mitglied der SPD und seit 1919 Mitglied der KPD) und Redakteur.

## Leben und politische Arbeit
Der Sohn eines Pantoffelmachers besuchte von 1903 bis 1911 die Volksschule und absolvierte danach eine Ausbildung als Töpfer und Ofenbauer. Er wurde in seiner Heimatstadt im Arbeiterjugend-Bildungsverein zweiter Vorsitzender und trat ein Jahr später in Jena in die SPD ein. Im November desselben Jahres wurde er dort bei der Weimarischen Volkszeitung angestellt. Während des Ersten Weltkrieges engagierte er sich an illegalen Aktionen von jugendlichen Kriegsgegnern. Von 1916 bis 1918 wurde er aber trotzdem in den von ihm abgelehnten Krieg eingezogen. Direkt nach dem Krieg und der Novemberrevolution wechselte er 1919 von den Sozialdemokraten zur KPD.

### Weimarer Republik
Während der Weimarer Republik war er in Thüringen 1920/21 Sekretär und ab 1922 Vorsitzender des Kommunistischen Jugendverbandes Deutschlands (KJD). Für den KJD nahm er im Dezember 1922 am III. Weltkongress der Kommunistischen Jugendinternationale in Moskau teil und war zudem einen Monat vorher am IV. Weltkongress der Kommunistischen Internationale in Moskau vertreten.
April 1923 bis Oktober 1923 übernahm er für den Internationalen Verband der Kommunistischen Jugend die Aufgabe als Instrukteur des Exekutivkomitees in der Schweiz. Zudem wurde er Vertreter des Zentralkomitees der KJD in Dresden. Zwischen Mitte 1924 bis März 1926 arbeitet er als Redakteur für die Hamburger Volkszeitung. Zwischen Mai 1927 und Anfang 1928 war er Redakteur beim Roten Echo in Erfurt und von 1928 bis November 1929 bei der Neuen Zeitung in Jena.
Während der zweiten Hälfte der Weimarer Republik wurde Fritz Gäbler mehrfach wegen „Vorbereitung zum Hochverrat“ verurteilt und inhaftiert. Im März 1926 zu 12 Monaten Gefängnis verurteilt, musste er seine Strafe in der Justizvollzugsanstalt Bautzen absitzen. Im November 1929 bis April 1931 wurde er in Gollnow und Auerbach für zwei Jahre in Festungshaft genommen. Auch in der Haft blieb er politisch aktiv und wurde Leiter der kommunistischen Gruppe in der Festung Gollnow. Er konnte dort den inhaftierten Reichswehroffizier Richard Scheringer für die KPD gewinnen.
Ab April 1931 war er Abgeordneter des Landtags Thüringen und Sekretär der KPD für Ostthüringen. Er war seit 1924 mit Marta Przygoda (1900–1970) verheiratet.

### Zeit des nationalsozialistischen Regimes
Während der Zeit des Nationalsozialismus wurde er von Februar 1933 bis September 1934 im KZ Nohra und KZ Bad Sulza sowie im Gefängnis Ichtershausen inhaftiert. Danach arbeitete er 1934/35 in der Illegalität und war aktiv für die KPD-Bezirksleitung Berlin-Brandenburg. Im Februar 1935 wurde er ein weiteres Mal verhaftet und zu zwölf Jahren Zuchthaus verurteilt. Diese Strafe verbüßte er von 1935 bis 1945 in Brandenburg-Görden.

### Nachkriegszeit und DDR
Nach der Zeit des NS-Regimes übernahm er wieder redaktionelle Aufgaben. Er war von Mai bis September 1945 Mitarbeiter an der Zeitung Tägliche Rundschau und Mitglied der Redaktion der Deutschen Volkszeitung. Auch sein politisches Engagement nahm er wieder auf. Er übernahm von Oktober 1945 bis April 1946 die Aufgabe als Kreissekretär der KPD Erfurt-Weißensee und danach bis Oktober 1947 auch als Vorsitzender des SED-Kreisvorstandes Erfurt. Zudem wurde er Mitglied der Stadtverordnetenversammlung.
Er hatte leitende Wirtschaftsfunktionen inne und war von 1954 bis zu seinem Tod Mitglied der Zentralen Revisionskommission der SED und bis 1967 deren Vorsitzender. Zuletzt war er als Vorsitzender der Zentralen Kommission des ZK der SED zur Betreuung alter verdienter Parteimitglieder tätig.

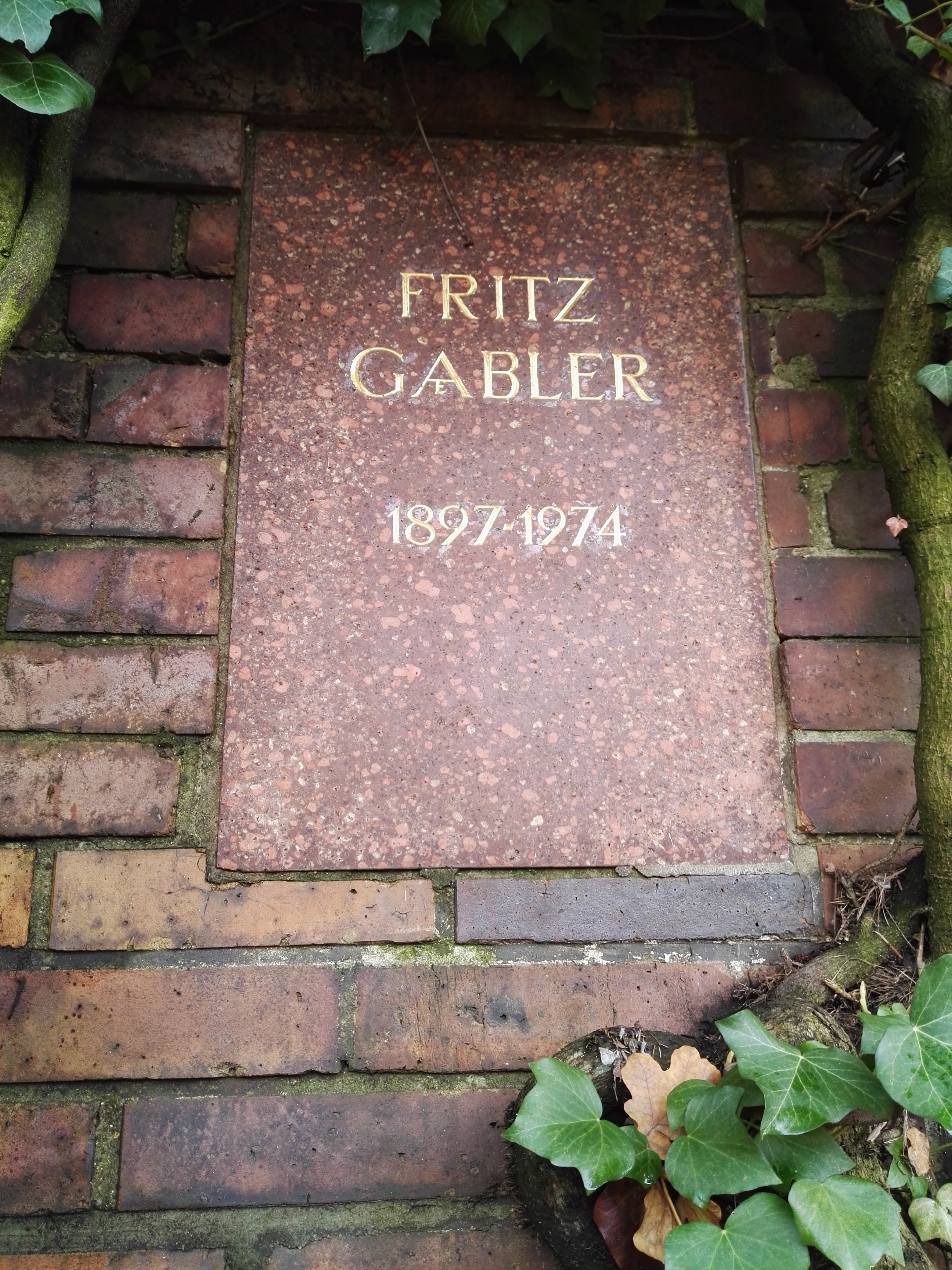
Grabstätte

Seine Urne ist in der Gedenkstätte der Sozialisten in Berlin beigesetzt, die Urne seiner zuletzt von ihm geschiedenen Ehefrau Marta in der benachbarten Gräberanlage Pergolenweg.

## Auszeichnungen
- 1955: Vaterländischer Verdienstorden in Silber und 1965 in Gold
- 1957: Orden Banner der Arbeit
- 1958: Medaille für Kämpfer gegen den Faschismus 1933 bis 1945
- 1959: Verdienstmedaille der DDR
- 1962: Karl-Marx-Orden
- 1967: Ehrenspange zum Vaterländischen Verdienstorden in Gold
- 1972: Ehrentitel Held der Arbeit

Die Deutsche Post der DDR gab 1987 zu seinen Ehren eine Sondermarke in der Serie Persönlichkeiten der deutschen Arbeiterbewegung heraus.